# 美丽桐
美丽桐（学名：Wightia speciosissima）为泡桐科美丽桐属下的一个种。

## 扩展阅读
- 維基物種上的相關：美丽桐